# Analcocerus atriceps
Analcocerus atriceps är en tvåvingeart som beskrevs av Friedrich Hermann Loew 1855. Analcocerus atriceps ingår i släktet Analcocerus och familjen vapenflugor. Inga underarter finns listade i Catalogue of Life.